# Битва визажистов
Битва визажистов — американское реалити-шоу, в котором девять участников, уверенных в своем умении делать профессиональный макияж, борются за титул «великого визажиста», денежный приз в 100000$, возможность работать на съемках журнала InStyle и контракт с косметическим брендом MaxFactor. Реалити-шоу было показано каналом Lifetime Television 11 ноября 2008 года в США. В России шоу транслировалось каналом MTV 4 и 11 сентября 2011 года.

## Формат шоу
Шоу представляет собой соревнование за право называться лучшим визажистом. Участники соревнуются в умении делать профессиональный макияж быстро и качественно, Проверяться будут не только профессиональные навыки, но и личные качества: уверенность, коммуникабельность, способность пойти на компромисс.
Каждый эпизод состоит из двух состязаний.
- Первое — конкурс от MaxFactor — соревнование на креативное мышление и нестандартный подход к ситуации, за победу дается иммунитет или какое-нибудь преимущество на состязании на вылет.
- Второе — соревнование на вылет. Проверяются профессиональные способности участника, участник с наихудшим результатом по мнению жюри выбывает из состязания.

## Участники
- Мора «Mo» Левитус — визажист из Лас-Вегаса, Невада, родилась в Нортбруке, Иллинойс. На момент выхода шоу Мо было 28 лет и она была главным визажистом в «Беладжио»[2].
- Шарзад Kидех — визажист — самоучка из Купертино, Калифорния. На момент выхода шоу Шарзад было 25 лет, по её собственным словам, макияжем она увлеклась с пяти лет[2].
- Нолан Макавава— визажист из Коста Меса, Калифорния. На момент выхода шоу Нолану было 33 года и он девять лет работал визажистом-консультантом M.A.C. Открытый гей[2].
- Tодд Хомм — визажист из Нью-Йорка, Нью-Йорк. На момент выхода шоу Тодду было 23 года. Макияжем занялся с 14 лет[2]. 13 декабря 2008 года Тодд был найден мертвым в своем доме в Нью-Йорке[3].
- Майк Майклс — визажист из Студио-Сити, Калифорния. На момент выхода шоу Майку было 54 года, он работал уже более, чем в 100 фильмах[2].
- Джессика Миллингтон — визажист из Далласа, Техас. На момент шоу Джессике был 31 год, на шоу она пришла ради своих детей[2].
- Mакси — визажист из Лос-Анджелеса, Калифорния. Фамилия и возраст неизвестны. Макси считает себя антисоциальным, утверждает, что работал со всеми рэп-звездами[2][4].
- Фара Картер — визажист из Лас-Вегаса, Невада. На момент шоу Фаре было 37 лет, она мать-одиночка и визажист-фрилансер[2].
- Рейнел Чивон — визажист из Нью-Йорка, Нью-Йорк. На момент шоу Рэйнел было 28 лет, она визажист-фрилансер[2].

## Судьи и наставники
- Ванесса Марсел — ведущая шоу, американская актриса, известная ролью Brenda Barrett Corinthos в сериале «Главный госпиталь», Gina Kincaid в сериале «Беверли-Хиллз, 90210» and Sam Marquez в сериале «Лас-Вегас».
- Хэл Рубинштейн[5] — редактор отдела моды журнала InStyle.
- Джоанна Шлип — звездный визажист[6][7].

Наставником участником была Чарли Грин — звездный визажист, она работала с такими звездами, как Наоми Кэмпбелл, Келли Кларксон, Тайра Бэнкс, Элизабет Херли, она создавала макияж для журнала Vogue, Elle and GQ.

## Описание серий
Серия 1: Episode #1.1(11 ноября 2008)
- Конкурс Max — участникам необходимо было создать макияж, используя в качестве материала еду и приправы. Макси, как победитель конкурса, получил иммунитет в конкурсе на выбывание.
- Конкурс на выбывание — участникам необходимо было придумать новый образ для твисто-диско-видеоклипа поп-звезды Данни Миноуг.

Победитель — Тодд, выбывший — Джессика.
Серия 2: Episode #1.2 (18 ноября 2008)
- Конкурс Max — участникам необходимо было создать макияж и боди-арт, вдохновляясь экзотичными животными. Работа была в парах: Тодд и Нолан работали над образом «зебра», Майк и Макси — над образом «попугай-ара», Фара и Шарзад — над образом «фламинго», Мо и Рэйнел — над образом «обезьяна». Тодд и Нолан, как победители конкурса, получили возможность в конкурсе на выбывание выбрать моделей, сначала — себе, потом — всем остальным.
- Конкурс на выбывание — участникам необходимо было создать образ для портретной съемки в стиле гламура 40-х годов для парижского фотографа Жака Азрана.

Победитель — Фара, выбывший — Рэйнел.
Серия 3: You Got to Have Friends (25 ноября 2008)
- Конкурс Max — участникам необходимо было воссоздать два образа из предложенных десятилетий: 20-е, 50-е, 70-е, 80-е. Фара, как победитель конкурса, получила иммунитет в конкурсе на выбывание. Шарзад не удалось справиться с заданием и она покинула конкурс.
- Конкурс на выбывание — участникам необходимо было придумать образ для невесты. Участники работали в парах, один делал макияж невесте — невеста сама выбирала визажиста, другой — её подружкам — в заданном стиле. Майк делал макияж невесте, его партнер Макси — подружкам, Тодд делал макияж невесте, его партнер Нолан — подружкам, Фара делала макияж невесте, её партнер Мо — подружкам.

Победитель — Тодд, выбывший — Майк.
Серия 4: Hollywood Legends (3 декабря 2008)
- Конкурс Max — участникам необходимо было создать два образа — «хорошей» сестры и «плохой» сестры. Макси победил в этом испытании.
- Конкурс на выбывание — участникам необходимо было придумать образ для танцовщицы шоу «Джубили» в Лас-Вегасе.

Победитель — Нолан, выбывший — Мо.
Серия 5: Decades (9 декабря 2008)
- Конкурс Max — участникам необходимо было воссоздать образ по фотографии при объяснении другого участника. Участники работали в парах — Макси с Тоддом, Нолан с Фарой. Фара, как победитель конкурса, выбирала себе модель на конкурсе с выбыванием, а также подбирала модель для остальных.
- Конкурс на выбывание — участникам необходимо создать образ признанной иконы стиля. Макси досталась Грета Гарбо, Нолану — Одри Хэпберн, Тодду — Мэрилин Монро, Фаре — Софи Лорен,

Победитель — Макси, выбывший — Фара.
Серия 6: Decades, Finale (16 декабря 2008)
- Конкурс Max — участникам необходимо было создать макияж будущего. Нолан, как победитель конкурса, получил возможность первым получить консультацию на конкурсе на выбывание.
- Конкурс на выбывание — участникам необходимо было придумать девять разных образов для показа бренда Badgley Mischka. Участники придумывали образ для отдыха, прет-а-порте и в стиле «высокая мода».

Победитель — Нолан, выбывшие — Макси и Тодд.

## Призы и победитель
Победитель шоу «Битва визажистов» получал:
- Право называться «великим визажистом»
- 100000$
- Работа в журнале InStyle
- Контракт с MaxFactor

Нолан, как победитель шоу, получил все призы. В журнале InStyle он работал в мае 2008 года вместе с актрисой Jessica Stroup. Джессика появилась в августовском номере журнала.